# Élections au Parlement basque de 2020
Les élections au Parlement basque de 2020 (en basque : 2020ko Eusko Legebiltzarrerako hauteskundeak, en espagnol : Elecciones al Parlamento vasco de 2020) ont lieu de manière anticipée le 12 juillet 2020 afin d'élire les 75 députés de la XIIe législature du Parlement basque pour un mandat de quatre ans.
Après trois ans et demi de gouvernement minoritaire entre son Parti nationaliste et le Parti socialiste, le président du gouvernement Iñigo Urkullu dissout le Parlement convoque les élections en avril 2020. Il est cependant contraint de les reporter au 12 juillet en raison du confinement lié à la pandémie de Covid-19.
Le scrutin, marqué par une abstention historique, est un succès pour le Parti nationaliste, qui réalise le deuxième meilleur résultat depuis 1980 grâce à un discours sur la stabilité dans une période d'incertitude. Le record obtenu par la gauche de Bildu conduit à l'élection du Parlement le plus nationaliste de l'histoire de la communauté autonome. Grâce à la bonne tenue du Parti socialiste, la coalition au pouvoir est désormais majoritaire Les alliances Elkarrekin Podemos et PP+Cs connaissent un net revers en perdant chacune presque la moitié de leur représentation, tandis que Vox fait son entrée dans l'hémicycle grâce à la faible participation.
Ayant reconduit son alliance entre nationalistes et socialistes Iñigo Urkullu est investi pour un troisième mandat de chef de l'exécutif presque huit semaines après la tenue des élections.

## Contexte

### Coalition minoritaire PNV-PSOE
Lors des élections autonomiques du 25 septembre 2016, le Parti nationaliste basque (EAJ-PNV) du président du gouvernement (lehendakari) Iñigo Urkullu remporte une victoire claire avec initialement 29 députés sur 75, loin devant Euskal Herria Bildu (EH Bildu). Elkarrekin Podemos surgit directement à la troisième place des forces politiques, tandis que le Parti socialiste (PSE-EE-PSOE) perd la moitié des sièges et chute au niveau du Parti populaire. Bildu récupère finalement un siège de député au détriment du Parti nationaliste lors du recomptage définitif des bulletins, quelques jours après la tenue du scrutin.
Le 20 novembre, l'EAJ-PNV et le PSE-EE-PSOE annoncent avoir conclu un accord de coalition prévoyant un programme politique conjoint et la structure administrative du futur gouvernement du Pays basque. Cette entente marque le retour d'une formule de coopération déjà testée entre les deux partis, sous la présidence de José Antonio Ardanza entre 1987 et 1998. Iñigo Urkullu obtient l'investiture du Parlement le 24 novembre suivant lors du second vote par 37 voix favorables, contre 18 à la candidate de Bildu Maddalen Iriarte (es) et 20 abstentions. Il avait échoué deux jours plus tôt avec un résultat identique, la majorité absolue de 38 voix étant alors requise.
Bien qu'en minorité, le gouvernement parvient à faire adopter trois lois de finances au cours de la législature, grâce à l'abstention du Parti populaire pour 2017 et 2018, et de Podemos et Equo pour 2020. Pour 2019, il est cependant contraint de renoncer à son projet de loi budgétaire et de proroger l'application de celle pour 2018, faute d'accord.

### Anticipation avec report
Alors qu'il refusait jusque-là de donner le moindre indice quant à la date des élections autonomiques qui doivent avoir lieu au plus tard en octobre 2020, Iñigo Urkullu annonce le 10 février 2020 sa décision de convoquer le scrutin pour le 5 avril suivant, le décret de dissolution du Parlement devant être signé le jour même. La tenue du scrutin est cependant suspendue par le lehendakari le 16 mars suivant, en raison de la proclamation de l'état d'alerte sur l'ensemble du territoire national pour faire face à la pandémie de Covid-19. Le chef de l'exécutif basque indique le 18 mai que le scrutin est reconvoqué pour le 12 juillet.

## Mode de scrutin

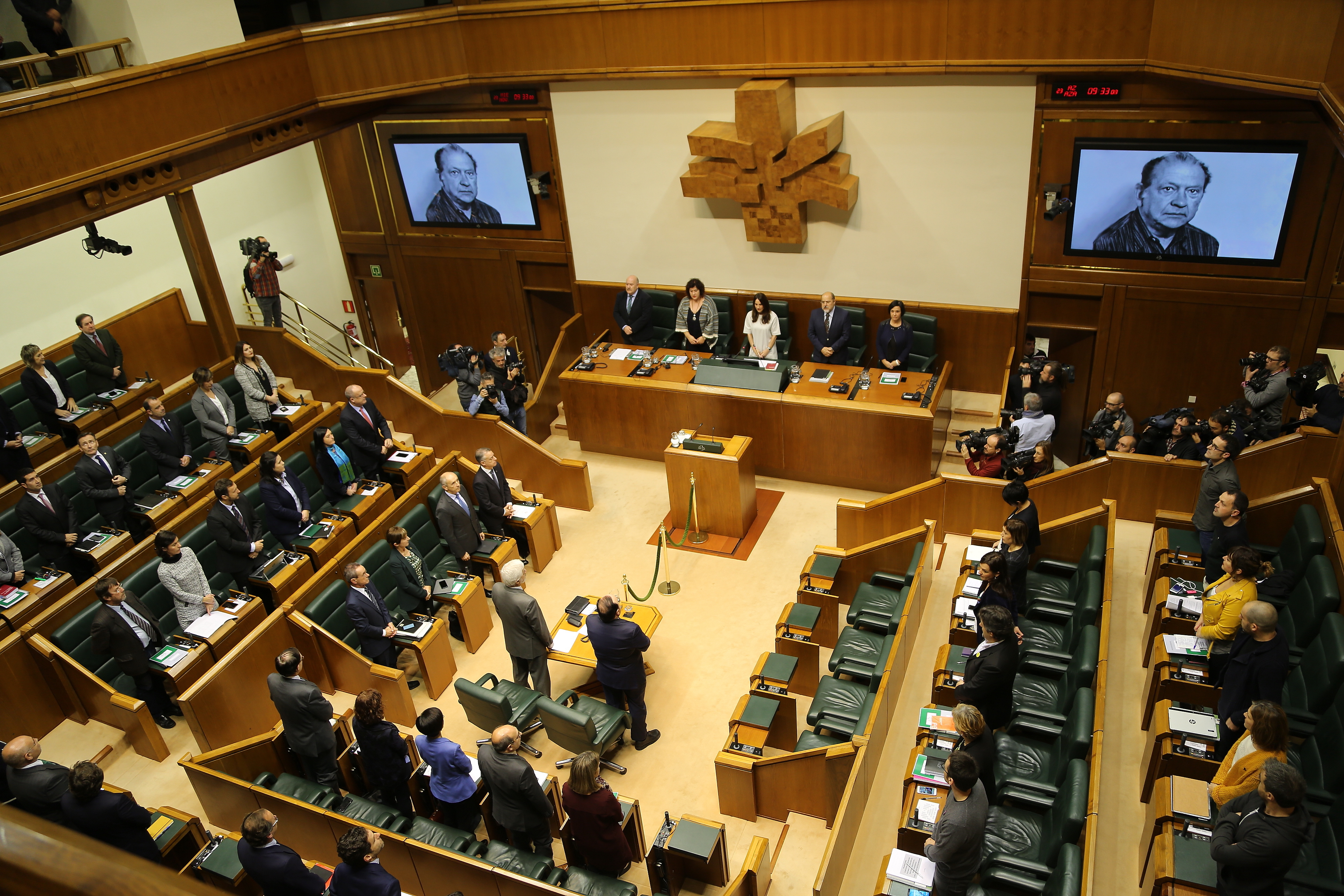
Salle des séances du Parlement basque.

Le Parlement basque (Eusko Legebiltzarra, Parlamento Vasco) est l'assemblée législative monocamérale de la communauté autonome du Pays basque. Il est constitué de 75 députés (diputatuak) élu pour une législature de quatre ans au suffrage universel direct selon les règles du scrutin proportionnel d'Hondt par l'ensemble des personnes résidant dans la communauté autonome où résidant momentanément à l'extérieur de celle-ci, si elles en font la demande.

### Nombre de députés
L'article 26 du statut d'autonomie de 1979 dit « de Guernica » dispose que le Parlement sera composé d'un nombre égal de députés représentant les territoires historiques — l'Alava, le Guipuscoa et la Biscaye — et élu pour une période de quatre ans. En vertu de l'article 10 de la loi 5/1990 relative aux élections au Parlement basque, le nombre de députés par circonscription est fixé à 25, ce qui établit la composition de l'hémicycle à 75 parlementaires.
| Circonscriptions | Députés | Carte                        |
| ---------------- | ------- | ---------------------------- |
| Alava            | 25      | Députés par circonscription. |
| Biscaye          | 25      | Députés par circonscription. |
| Guipuscoa        | 25      | Députés par circonscription. |

### Convocation et candidatures
Conformément à l'article 46 de la loi électorale 5/1990, les élections sont convoquées par le président du gouvernement basque au moyen d'un décret qui doit être pris le 25e jour précédant l'expiration de la législature — quatre ans après le précédent scrutin, jour pour jour — et publié le lendemain au Journal officiel (Boletín Oficial del País Vasco, BOPV). Les élections doivent se tenir 54 jours après cette publication.
Peuvent présenter des candidatures : 
- les partis, associations et fédérations politiques inscrits au registre des associations politiques du ministère de l'Intérieur ;
- les coalitions électorales formées par les entités précitées ;
- les groupes d'électeurs, à la condition d'avoir réuni les parrainages d'au moins 1 % des électeurs de la circonscription électorale concernée[18].

Tous les candidats doivent être résidents enregistrés au Pays basque, ou prouver que leur dernière domiciliation administrative se trouvait sur le territoire basque s'ils sont expatriés. Les listes de candidats doivent présenter au moins 50 % de femmes, cette proportion devant se retrouver pour chaque groupe de six candidats,.

### Répartition des sièges
Le Parlement est élu au scrutin proportionnel d'Hondt. La répartition des sièges est opérée de la manière suivante : 
- les listes sont classées par ordre décroissant selon le nombre de votes obtenus ;
- le nombre de votes de chaque liste est divisé par 1, puis 2, puis 3... jusqu'au nombre total de sièges à pourvoir ;
- les sièges sont attribués aux quotients les plus élevés, toutes listes confondues, par ordre décroissant jusqu'au dernier siège à pourvoir

Seules les listes ayant remporté au moins 3 % des suffrages valables dans la circonscription concernée, ce qui inclut les votes blancs, participent à cette répartition.

## Campagne

### Forces politiques
| Force politique | Force politique                                                                                              | Force politique                                                                                              | Force politique                           | Chef de file                | Idéologie                                                                            | Résultats en 2016           |
| --------------- | --- | --- | ----------------------------------------- | --------------------------- | ------------------------------------------------------------------------------------ | --------------------------- |
|                 | Parti nationaliste basque (eu) Euzko Alderdi Jeltzalea (es) Partido Nacionalista Vasco                       | Parti nationaliste basque (eu) Euzko Alderdi Jeltzalea (es) Partido Nacionalista Vasco                       | EAJ-PNV                                   | Iñigo Urkullu (Lehendakari) | Centre Nationalisme, démocratie chrétienne, libéral-conservatisme                    | 37,36 % des voix 28 députés |
|                 | Euskal Herria Bildu (fr) Réunir le Pays basque                                                               | Euskal Herria Bildu (fr) Réunir le Pays basque                                                               | EH Bildu                                  | Maddalen Iriarte (es)       | Gauche à extrême gauche Progressisme, nationalisme, indépendantisme                  | 21,13 % des voix 18 députés |
|                 | Elkarrekin Podemos (fr) Unis nous pouvons                                                                    | Elkarrekin Podemos (fr) Unis nous pouvons                                                                    | Elkarrekin Podemos (fr) Unis nous pouvons | Miren Gorrotxategi          | Gauche à extrême gauche Socialisme démocratique, populisme de gauche, républicanisme | 14,76 % des voix 11 députés |
|                 | Podemos | |                                           | Miren Gorrotxategi          | Gauche à extrême gauche Socialisme démocratique, populisme de gauche, républicanisme | 14,76 % des voix 11 députés |
|                 | Ezker Anitza                                                                                                 | EzAn-IU |                                           | Miren Gorrotxategi          | Gauche à extrême gauche Socialisme démocratique, populisme de gauche, républicanisme | 14,76 % des voix 11 députés |
|                 | PP+Cs | PP+Cs | PP+Cs                                     | Carlos Iturgaiz             | Centre droit à droite Libéral-conservatisme, démocratie chrétienne, unionisme        | 12,13 % des voix 9 députés  |
|                 | Parti populaire                                                                                              | PP |                                           | Carlos Iturgaiz             | Centre droit à droite Libéral-conservatisme, démocratie chrétienne, unionisme        | 12,13 % des voix 9 députés  |
|                 | Ciudadanos                                                                                                   | Cs |                                           | Carlos Iturgaiz             | Centre droit à droite Libéral-conservatisme, démocratie chrétienne, unionisme        | 12,13 % des voix 9 députés  |
|                 | Parti socialiste du Pays basque-Gauche basque-PSOE (es) Partido Socialista de Euskadi-Euskadiko Ezkerra-PSOE | Parti socialiste du Pays basque-Gauche basque-PSOE (es) Partido Socialista de Euskadi-Euskadiko Ezkerra-PSOE | PSE-EE-PSOE                               | Idoia Mendia                | Centre gauche Social-démocratie, progressisme                                        | 11,86 % des voix 9 députés  |
|                 | Vox | Vox | Vox                                       |                             | Droite radicale à extrême droite Néo-franquisme, centralisme, ultranationalisme      | 0,07 % des voix 0 député    |

## Résultats

### Participation
| Horaire   | En 2016 | En 2020 | Différence |
| --------- | ------- | ------- | ---------- |
| 12 heures | 15,40 % | 14,14 % | 1,26       |
| 17 heures | 44,38 % | 36,02 % | 8,36       |
| 20 heures | 60,02 % | 50,78 % | 9,24       |

### Voix et sièges

#### Total régional
|                          |                                                                  |           |       |      |        |               |  |  |  |
| Partis                   | Partis                                                           | Voix      | %     | +/-  | Sièges | +/−           |  |  |  |
|                          | Parti nationaliste basque (EAJ-PNV)                              | 349 960   | 38,70 | 1,34 | 31     | 3             |  |  |  |
|                          | Euskal Herria Bildu (EH Bildu)                                   | 249 580   | 27,60 | 6,47 | 21     | 3             |  |  |  |
|                          | Parti socialiste du Pays basque-Gauche basque-PSOE (PSE-EE-PSOE) | 122 248   | 13,52 | 1,66 | 10     | 1             |  |  |  |
|                          | Elkarrekin Podemos                                               | 72 113    | 7,97  | 6,79 | 6      | 5             |  |  |  |
|                          | Parti populaire + Ciudadanos (PP+Cs)                             | 60 650    | 6,71  | 5,42 | 6      | 3             |  |  |  |
|                          | Vox                                                              | 17 569    | 1,94  | 1,87 | 1      | 1             |  |  |  |
|                          | Equo                                                             | 11 718    | 1,30  | N/a  | 0      | en stagnation |  |  |  |
|                          | Parti animaliste contre la maltraitance animale (PACMA)          | 4 895     | 0,54  | 0,27 | 0      | en stagnation |  |  |  |
|                          | Sièges en blanc (EB)                                             | 2 465     | 0,27  | 0,15 | 0      | en stagnation |  |  |  |
|                          | Recortes Cero-Grupo Verde (RC-GV)                                | 1 304     | 0,14  | 0,12 | 0      | en stagnation |  |  |  |
|                          | Por un Mundo más Justo (PUM+J)                                   | 1 103     | 0,12  | Nv.  | 0      | en stagnation |  |  |  |
|                          | Autres partis                                                    | 2 197     | 0,24  | -    | 0      | -             |  |  |  |
|                          | Votes blancs                                                     | 8 540     | 0,94  | 0,31 |        |               |  |  |  |
|                          |                                                                  |           |       |      |        |               |  |  |  |
| Votes valides            | Votes valides                                                    | 904 342   | 99,26 |      |        |               |  |  |  |
| Votes nuls               | Votes nuls                                                       | 6 747     | 0,74  |      |        |               |  |  |  |
| Total                    | Total                                                            | 911 089   | 100   | -    | 75     | en stagnation |  |  |  |
| Abstentions              | Abstentions                                                      | 883 227   | 49,22 |      |        |               |  |  |  |
| Inscrits / participation | Inscrits / participation                                         | 1 794 316 | 50,78 |      |        |               |  |  |  |

#### Par circonscription
| Circonscription | Circonscription | Alava   | Alava   | Alava  | Alava         | Biscaye | Biscaye | Biscaye | Biscaye       | Guipuscoa | Guipuscoa | Guipuscoa | Guipuscoa     |
| --------------- | --------------- | ------- | ------- | ------ | ------------- | ------- | ------- | ------- | ------------- | --------- | --------- | --------- | ------------- |
|                 |                 |         |         |        |               |         |         |         |               |           |           |           |               |
| Sièges          | Sièges          | 25      | 25      | 25     | en stagnation | 25      | 25      | 25      | en stagnation | 25        | 25        | 25        | en stagnation |
|                 |                 |         |         |        |               |         |         |         |               |           |           |           |               |
|                 |                 | Nombre  | Nombre  | %      | %             | Nombre  | Nombre  | %       | %             | Nombre    | Nombre    | %         | %             |
| Inscrits        | Inscrits        | 258 846 | 258 846 | 100,00 | 100,00        | 950 564 | 950 564 | 100,00  | 100,00        | 584 906   | 584 906   | 100,00    | 100,00        |
| Abstentions     | Abstentions     | 132 015 | 132 015 | 51,00  | 51,00         | 471 506 | 471 506 | 49,60   | 49,60         | 279 706   | 279 706   | 47,82     | 47,82         |
| Votants         | Votants         | 126 831 | 126 831 | 49,00  | 49,00         | 479 058 | 479 058 | 50,40   | 50,40         | 305 200   | 305 200   | 52,18     | 52,18         |
| Nuls            | Nuls            | 1 300   | 1 300   | 1,02   | 1,02          | 3 916   | 3 916   | 0,82    | 0,82          | 1 531     | 1 531     | 0,50      | 0,50          |
| Exprimés        | Exprimés        | 125 531 | 125 531 | 98,98  | 98,98         | 475 142 | 475 142 | 99,18   | 99,18         | 303 669   | 303 669   | 99,50     | 99,50         |
|                 |                 |         |         |        |               |         |         |         |               |           |           |           |               |
| Partis          | Partis          | Voix    | %       | Sièges | +/−           | Voix    | %       | Sièges  | +/−           | Voix      | %         | Sièges    | +/−           |
|                 | EAJ-PNV         | 40 067  | 31,92   | 9      | 1             | 200 339 | 42,16   | 12      | 1             | 109 554   | 36,08     | 10        | 1             |
|                 | EH Bildu        | 30 934  | 24,64   | 6      | 1             | 112 619 | 23,70   | 6       | 1             | 106 027   | 34,92     | 9         | 1             |
|                 | PSE-EE-PSOE     | 19 452  | 15,50   | 4      | 1             | 64 001  | 13,47   | 3       | en stagnation | 38 795    | 12,78     | 3         | en stagnation |
|                 | EP              | 10 092  | 8,04    | 2      | 2             | 40 453  | 8,51    | 2       | 2             | 21 568    | 7,10      | 2         | 1             |
|                 | PP+Cs           | 14 316  | 11,40   | 3      | 2             | 32 248  | 6,79    | 2       | en stagnation | 14 086    | 4,64      | 1         | 1             |
|                 | Vox             | 4 734   | 3,77    | 1      | 1             | 8 815   | 1,86    | 0       | en stagnation | 4 020     | 1,32      | 0         | en stagnation |
|                 | Autres          | 4 794   | 3,82    |        |               | 12 143  | 2,56    |         |               | 6 745     | 2,22      |           |               |
|                 | Blanc           | 1 142   | 0,91    | 4 524  | 0,95          | 2 874   | 0,95    |         |               |           |           |           |               |

### Analyse

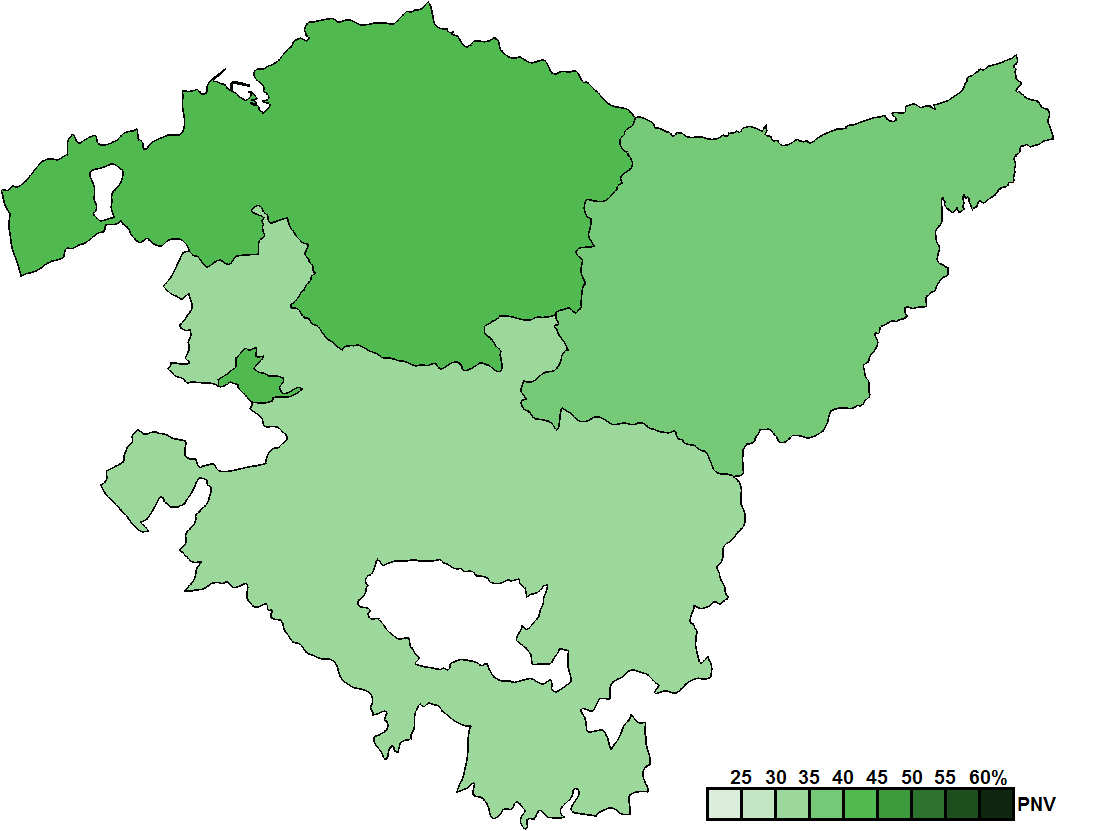
Parti arrivé en tête par territoire et intensité de son score.

Le scrutin est marqué par une abstention historiquement haute, supérieure de près de onze points de pourcentage à celle enregistrée en 2016.
Le Parti nationaliste basque (EAJ-PNV) remporte le scrutin, comme l'annonçaient les sondages, avec son meilleur résultat depuis les élections de 1984. Dans un contexte d'incertitude sanitaire et sociale directement liée à la pandémie de Covid-19, il tire profit de sa gestion de la crise et de son discours revendiquant la stabilité et la sécurité au niveau régional et national, puisqu'il joue un rôle-clé dans le maintien au pouvoir du président du gouvernement espagnol Pedro Sánchez.
Victorieux dans les trois circonscriptions électorales, l'EAJ-PNV parvient à distancer nettement Euskal Herria Bildu (EH Bildu). En gagnant quatre nouveaux sièges de député, celle-ci parvient cependant à réaliser une performance inédite dans l'histoire de la gauche abertzale. Si elle n'est pas en mesure de prendre la direction du gouvernement autonome en raison de ses mauvais rapports avec les socialistes, la coalition de gauche indépendantiste rentabilise sa décision de soutenir elle aussi Pedro Sánchez et s'installe ainsi dans le paysage politique comme une alternative politique envisageable à moyen terme. Les succès du Parti nationaliste et Bildu débouchent sur le Parlement le plus nationaliste de l'histoire de la communauté autonome.
À l'inverse, le Parti socialiste (PSE-EE-PSOE) ne tire pas profit de l'accession de Pedro Sánchez au pouvoir en 2018, ni de sa coalition avec l'EAJ-PNV, puisqu'il ne progresse que d'un seul député, une hausse moins élevée que celle dessinée par les enquêtes d'opinion. Cette courte progression, associée au bon résultat du Parti nationaliste, garantit aux deux partis au pouvoir de disposer — s'ils renouvellent leur alliance — cette fois-ci d'une majorité absolue de 41 sièges sur 75. Le PSE-EE-PSOE devance cependant Elkarrekin Podemos, qui divise sa représentation par deux en raison de ses changements de position réguliers au Parlement et d'une instabilité chronique interne qui a vu se succéder cinq dirigeants en quatre ans à la tête de la branche basque de Podemos.
La coalition PP+Cs, directement promue par le président national du Parti populaire Pablo Casado au prix de l'éviction du chef de file du PP du Pays basque Alfonso Alonso, obtient un score deux fois moindre que le seul PP quatre ans auparavant. La faible participation, associée à une distribution égalitaire du nombre de parlementaires entre les trois territoires, favorise par ailleurs l'entrée de Vox au Parlement, avec à peine 4 700 voix dans la circonscription d'Alava. En 2016, avec le même résultat, Ciudadanos était resté en dehors de l'hémicycle.
Lors du recomptage définitif des bulletins de vote, qui inclut les votes par correspondance, le 17 juillet, la coalition PP+Cs parvient à récupérer le 25e député de la circonscription de Biscaye au détriment de Bildu.

### Conséquences
Le Parti nationaliste et le Parti socialisent ouvrent le 20 juillet 2020 des négociations en vue de reconduire leur coalition gouvernementale, qui dispose désormais de la majorité absolue au Parlement. Ils indiquent cinq semaines plus tard, le 27 août, s'être mis d'accord sur un nouveau contrat de coalition, qui est ratifié par meurs directions respectives.
Le 3 septembre, Iñigo Urkullu est investi président du gouvernement du Pays basque pour un troisième mandat par le Parlement, par 40 voix pour sur 74, une députée de l'EAJ/PNV se trouvant en quatorzaine.